# Ḩeyrat Kojūr
Ḩeyrat Kojūr (persiska: حِيرَت, Ḩeyrat, حيرت کجور) är en ort i Iran.   Den ligger i provinsen Mazandaran, i den norra delen av landet, 90 km norr om huvudstaden Teheran. Ḩeyrat Kojūr ligger 1 168 meter över havet och antalet invånare är 255.
Terrängen runt Ḩeyrat Kojūr är bergig västerut, men österut är den kuperad. Terrängen runt Ḩeyrat Kojūr sluttar västerut. Runt Ḩeyrat Kojūr är det ganska tätbefolkat, med 80 invånare per kvadratkilometer. Närmaste större samhälle är Marzanābād, 13,7 km väster om Ḩeyrat Kojūr. I omgivningarna runt Ḩeyrat Kojūr växer i huvudsak blandskog.